# WJ Please?
WJ Please? — пятый мини-альбом южнокорейско — китайской гёрл-группы Cosmic Girls. Альбом был выпущен 19 сентября 2018 года Starship Entertainment и Yuehua Entertainment, и распространен Kakao M. Он содержит в общей сложности шесть песен, в том числе ведущий сингл «Save Me, Save You».

## Предпосылки и релиз
3 сентября Starship Entertainment сообщила, что Cosmic Girls выпустят новый альбом 19 сентября.
Участники Мэйчи, Сюани и ЧенСяо не участвовали в продвижении альбома из-за деятельности в Китае, но приняли участие в песнях «Hurry Up» и «You & I».
В день выхода альбома также было выпущено музыкальное видео ведущего сингла «Save Me, Save You».

## Трек-лист
| №                   | Название                     | Текст песни                     | Музыка                                     | Arrangement               | Длительность |
| ------------------- | ---------------------------- | ------------------------------- | ------------------------------------------ | ------------------------- | ------------ |
| 1.                  | «Save Me, Save You» (부탁해) | 진리 (Full8loom) Exy            | 장준호 (Full8loom) 진리 (Full8loom) Jake K | 장준호 (Full8loom) Jake K | 3:44         |
| 2.                  | «You, You, You» (너, 너, 너) | 진리 (Full8loom) Exy            | 장준호 (Full8loom) 진리 (Full8loom)        | 장준호                    | 3:41         |
| 3.                  | «I-yah» (아이야)             | 서지음 Exy                      | 최현준 김승수                              | 최현준 김승수             | 3:47         |
| 4.                  | «Masquerade» (가면무도회)    | 어벤전승 정재엽 Exy             | 어벤전승 정재엽                            | 어벤전승 정재엽           | 4:13         |
| 5.                  | «Hurry Up» (서둘러)          | e.one 를(LEL) Exy               | e.one 를(LEL)                              | e.one 를(LEL)             | 3:01         |
| 6.                  | «You & I» (2월의 봄)         | Exy VINCENZO Any Masingga Fuxxy | Exy VINCENZO Any Masingga Fuxxy            | Any Masingga Fuxxy        | 3:41         |
| Общая длительность: | Общая длительность:          | Общая длительность:             | Общая длительность:                        | Общая длительность:       | 21:12        |

## Чарты

### Weekly
| Чарты (2018)                             | Пиковые позиции |
| ---------------------------------------- | --------------- |
| South Korean Albums (Gaon)               | 3               |
| US World Albums (Billboard World Albums) | 14              |

### Monthly
| Чарты (2018)               | Пиковые позиции |
| -------------------------- | --------------- |
| South Korean Albums (Gaon) | 8               |

## Награды и номинации
| Год  | Номинация               | Категория  | Результат |
| ---- | ----------------------- | ---------- | --------- |
| 2019 | 33rd Golden Disk Awards | Диск Десан | Номинация |